# Wulou
Wulou (kinesiska: 仵楼乡, 仵楼) är en socken i Kina. Den ligger i provinsen Shandong, i den östra delen av landet, omkring 260 kilometer sydväst om provinshuvudstaden Jinan. Antalet invånare är 29503. Befolkningen består av 15 236 kvinnor och 14 267 män. Barn under 15 år utgör 22,0 %, vuxna 15-64 år 65 %, och äldre över 65 år 11,0 %.
Genomsnittlig årsnederbörd är 778 millimeter. Den regnigaste månaden är juli, med i genomsnitt 192 mm nederbörd, och den torraste är januari, med 6 mm nederbörd.